# 武者小路公野
武者小路公野（むしゃのこうじ きんや、元禄元年（1688年）10月3日 - 寛保3年（1743年）12月6日）は、江戸時代中期の公卿。

## 官歴
- 元禄14年（1693年）：従五位上、侍従
- 宝永2年（1705年）：正五位下
- 宝永3年（1706年）：右少将
- 宝永6年（1709年）：従四位下、右中将
- 正徳3年（1713年）：従四位上
- 享保2年（1717年）：正四位下
- 享保6年（1721年）：従三位
- 享保11年（1727年）：正三位
- 享保16年（1731年）：参議
- 元文元年（1736年）：権中納言
- 寛保3年（1743年）：従二位

## 系譜
- 父：武者小路実陰
- 子：武者小路実岳